# Yutaro Takahashi
Yutaro Takahashi (高橋 祐太郎 Takahashi Yutaro?, nacido el 3 de octubre de 1987 en Fukuoka) es un exfutbolista japonés. Jugaba de delantero y su último club fue el V-Varen Nagasaki de Japón.

## Trayectoria

### Clubes
| Club             | País  | Año         |
| ---------------- | ----- | ----------- |
| Vissel Kobe      | Japón | 2010        |
| Cerezo Osaka     | Japón | 2011        |
| Roasso Kumamoto  | Japón | 2012 - 2014 |
| V-Varen Nagasaki | Japón | 2015        |

## Estadística de carrera

### J. League
| Club             | Año   | J. League | J. League | Copa J. League | Copa J. League | Total | Total |
| Club             | Año   | Part.     | Goles     | Part.          | Goles          | Part. | Goles |
| ---------------- | ----- | --------- | --------- | -------------- | -------------- | ----- | ----- |
| Vissel Kobe      | 2010  | 0         | 0         | 1              | 0              | 1     | 0     |
| Cerezo Osaka     | 2011  | 0         | 0         | 0              | 0              | 0     | 0     |
| Roasso Kumamoto  | 2012  | 22        | 2         | -              | -              | 22    | 2     |
| Roasso Kumamoto  | 2013  | 29        | 3         | -              | -              | 29    | 3     |
| Roasso Kumamoto  | 2014  | 2         | 0         | -              | -              | 2     | 0     |
| V-Varen Nagasaki | 2015  | 25        | 1         | -              | -              | 25    | 1     |
| Total            | Total | 78        | 6         | 1              | 0              | 79    | 6     |